# Katarzyna Skorupa
Katarzyna Skorupa (Radom, 16 settembre 1984) è una pallavolista polacca, palleggiatrice del Radomka.

## Carriera

### Club
La carriera da professionista di Katarzyna Skorupa, figlia dell'ex pallavolista ed allenatore di pallavolo Andrzej e sorella gemella della pallavolista Małgorzata, inizia nel 2002, tra le file dello SKRA Varsavia. Dopo una sola stagione, viene ingaggiata dal Pilskie Towarzystwo Piłki Siatkowej di Piła, dove resta per due anni.
Dopo una stagione passata al Bialski Klub Sportowy di Bielsko-Biała e segnata dalla vittoria della Coppa di Polonia, torna a giocare nel Pilskie Towarzystwo Piłki Siatkowej, aggiudicandosi nuovamente la coppa nazionale.
Nel 2008 torna al Bialski Klub Sportowy. Nella sua prima stagione col nuovo club vince la Coppa di Polonia, mentre la stagione successiva riesce a vincere il campionato. Nella stagione 2011-12 viene ingaggiata dalla Robur Tiboni Urbino Volley, nella serie A1 italiana, mentre dalla stagione seguente milita nel Rabitə Bakı Voleybol Klubu, club della Superliqa azera col quale vince due scudetti.
Nel campionato 2014-15 ritorna a giocare in Italia col Volleyball Casalmaggiore, vincendo lo scudetto, per poi trasferirsi nella Voleybol 1. Ligi turca con il Fenerbahçe per disputare l'annata 2015-16.
Nella stagione 2016-17 è ancora una volta nella Serie A1 italiana ingaggiata dall'Imoco Volley di Conegliano, con cui vince la Supercoppa italiana 2016 e la Coppa Italia 2016-17, mentre in quella successiva è nello stesso campionato, accasandosi però all'AGIL Volley di Novara, con cui si aggiudica la Supercoppa italiana 2017 e la Coppa Italia 2017-18.
Nel gennaio 2019 torna al Casalmaggiore con cui disputa la seconda parte dell'annata 2018-19, mentre in quella successiva si trasferisce alla Pro Victoria, sempre nel massimo campionato italiano; nella stagione 2020-21 fa ritorno in patria per disputare la Liga Siatkówki Kobiet con la maglia del Radomka.

### Nazionale
Nel 2005 viene convocata per la prima volta in nazionale.
Ha rappresentato la Polonia ai Giochi olimpici estivi di Pechino 2008, chiusi al nono posto.

## Vita privata
Apertamente omosessuale, dal 2017 al 2018 ha avuto una relazione con la pallavolista Paola Egonu, sua compagna di squadra nell'AGIL nella stagione 2017-2018.

## Palmarès

### Club
- Campionato polacco: 1

2009-10
- Campionato azero: 2

2012-13, 2013-14
- Campionato italiano: 1

2014-15
- Coppa di Polonia: 3

2005-06, 2007-08, 2008-09
- Coppa Italia: 2

2016-17, 2017-18
- Supercoppa polacca: 1

2010
- Supercoppa italiana: 2

2016, 2017

### Premi individuali
- 2011 - Coppa di Polonia: Miglior palleggiatrice
- 2013 - Superliqa azera: Miglior palleggiatrice